# Betula corylifolia
Betula corylifolia är en björkväxtart som beskrevs av Eduard August von Regel och Carl Maximowicz. Betula corylifolia ingår i släktet björkar, och familjen björkväxter. Inga underarter finns listade.